# Sint-Jozefkapel (Smakt)

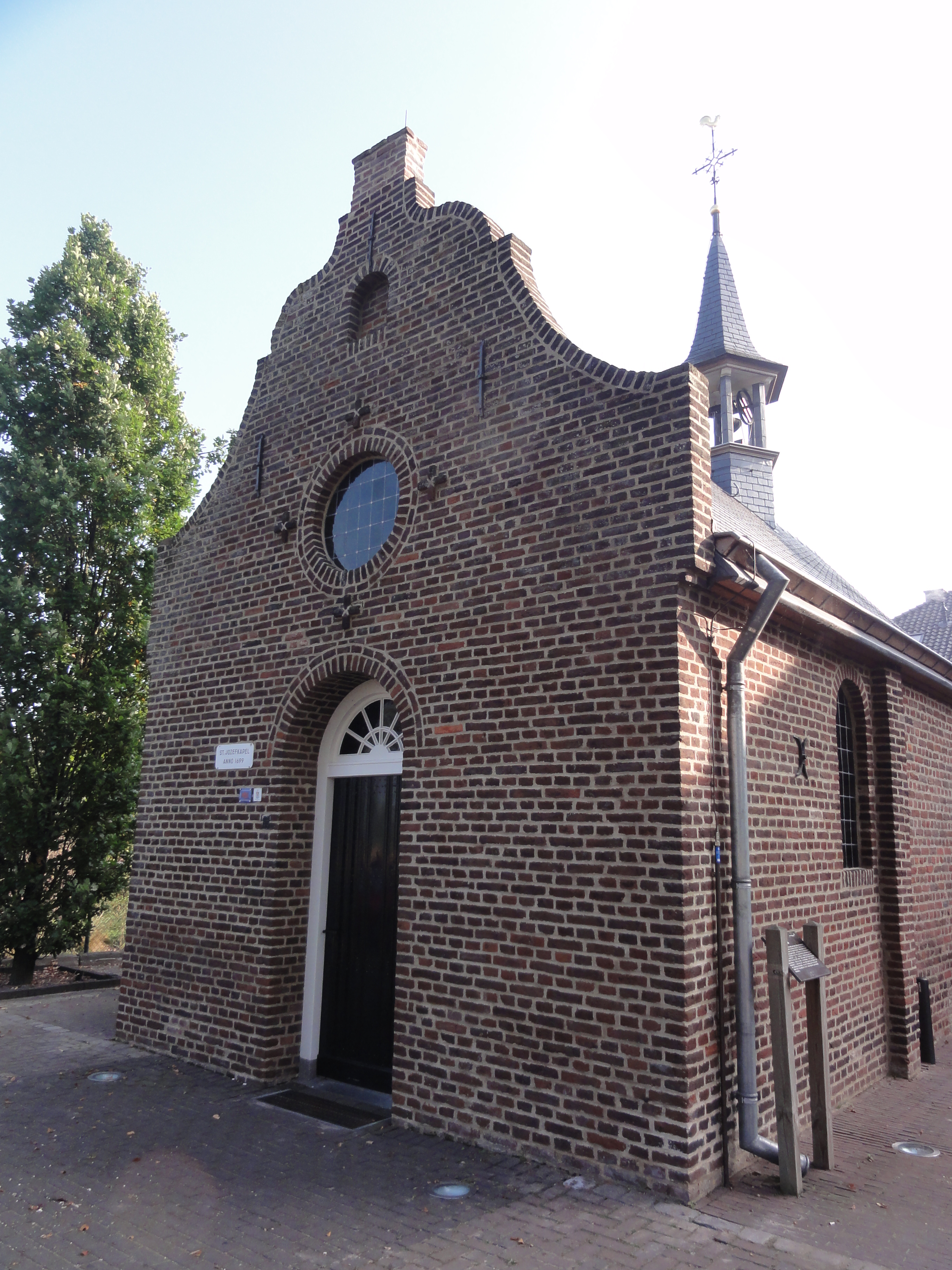
Sint-Jozefkapel

De Sint-Jozefkapel is een kapel in Smakt in de Nederlands Noord-Limburgse gemeente Venray. De kapel is gelegen aan Sint-Jozeflaan 58.
Deze kapel werd gebouwd in 1699 en stichter was Johan Albert Bouwens van der Boye die baron van Neerijse en heer van Venray was. Ook bezat hij kasteel en heerlijkheid Macken, gelegen tussen Smakt en Vierlingsbeek. Een wapensteen, afkomstig van het in 1806 gesloopte kasteel Macken, van deze persoon en zijn vrouw, Maria Antoinetta Raba baronesse van Gelder, werd geplaatst in een muurtje schuin achter de kapel.

## Geschiedenis
De kapel, een klein kerkje, was oorspronkelijk geen bedevaartkapel, maar een rectoraatskerk. De reden voor de bouw was de grote afstand van Smakt tot Venray, terwijl ook de bewoners van Holthees, waar openbare uitoefening van de katholieke eredienst verboden was, hier terechtkonden.
De Sint-Jozefsverering kreeg in de loop van de 18e eeuw enige vorm, maar de grote bedevaarten kwamen pas na 1887 op gang. Met name rector Franciscus Cremers (1854-1930) heeft dit sterk gestimuleerd. Voor wat betreft 1887 staat vermeld: Den 5. En 6. Sept. kwamen 16 pelgrims uit Den Haag: Pastoor Scholte, kapelaan Gribling en een Theol. C.A. Smit, 14 Dames en 2 Heeren per wijze van proefneming ter bêevaart, met 't doel om zoo mogelijk 't volgend jaar per extra-trein in processie terug te keren.
In 1899 werd door Cremers de Broederschap ter ere van de H. Joseph opgericht en in 1910 werd het Pelgrimshuis gebouwd, tegenwoordig een café-restaurant.
Kwamen oorspronkelijk ook veel verloofde stellen naar Smakt (Sint-Jozef als patroon voor een gelukkige levensstaat), tegenwoordig zijn het veelal ouderen die de kapel bezoeken, terwijl ook de ligging aan het Pieterpad voor bezoekers zorgt.

## Gebouw
Het betreft een eenbeukig bakstenen gebouw met driezijdige koorsluiting. De kapel heeft een sierlijke in- en uitgezwenkte voorgevel. De dakruiter bevat een klok uit 1700. De westzijde is van 1860. Het geheel werd, na schade in 1944, gerestaureerd.
Het interieur omvat een altaar met barok altaarretabel uit ongeveer 1700; twee 18e-eeuwse kerkbanken; houten beelden van Sint-Jozef, Sint-Laurentius en Sint-Lucia (de laatste was patrones van de grenskerk van Holthees) uit het eerste kwart van de 18e eeuw; kopie van twee schilderijen van respectievelijk Joachim en Anna, eveneens van omstreeks 1700,  de originelen zijn na de diefstal én terugkeer in Smakt in de kerk gehangen; een kruisbeeld uit dezelfde tijd.